# 北島町
北島町（日语：／ Kitajima chō */?）是位於日本德島縣東北部的町，地處吉野川出海口的三角洲上，為德島縣內面積最小的町，也是縣內人口密度最大的行政區劃。當地近年來作為德島市的通勤城鎮，以及德島市與鳴門市的郊區住宅地而發展。此外因流經町内的今切川擁有豐富的地表水，使許多企業在此設立工場。

## 地理
北島町的地勢西高東低且沒有任何山岳，舊吉野川與今切川分別流經北部地區與南部的邊界。當地的年均溫約為16℃，冬季吹西北風且夏季吹東南風。年降雨量則約1500毫米，夏季雨多而冬季雨少。

## 歷史
北島地區在古時候距離阿波國國府相當近，舊淡路街道也有通過境內。江戶時代，當地作為阿波藍的生產地而開始繁榮。1889年10月1日隨著德島縣實施町村制設立北島村，並於1940年2月11日改制為北島町。

## 教育
町內唯一的高等學校是德島縣立德島北高等學校，位於北島町、藍住町和德島市的交界處。大部分校地皆為於北島町內，但有部分校地屬於藍住町和德島市，而學校地址則是寫在德島市。

## 交通
轄區內無鐵路車站，僅四國旅客鐵道高德線從前述的德島北高等學校附近通過轄區。距離當地最近的車站是位於藍住町的勝瑞車站和位於德島市的吉成車站。

## 本地出身之名人
- 本田征治：職業足球選手
- 豐崎愛生：配音員、歌手
- 竹宮惠子：漫畫家，於10歲至中學畢業期間曾住於此。

## 外部連結
- （日語） 北島町商工會（页面存档备份，存于）